# 40 Anos - Sinfônico
Chitãozinho & Xororó 40 Anos Sinfônico é um álbum ao vivo da dupla brasileira Chitãozinho & Xororó, lançado em 1 de novembro de 2011 pela Som Livre. O álbum é de comemoração de 40 anos de carreira da dupla, foi gravado ao vivo na Sala São Paulo no dia 1 de agosto de 2011, com participações de João Carlos Martins, Maria Gadú, Caetano Veloso, Sandy, Junior Lima, Fábio Junior, Alexandre Pires, Fafá de Belém, entre outros.

## Lista de faixas
| CD             | |                                                                            |         |  |
| N.º            | Título                                                                                              | Compositor(es)                                                             | Duração |  |
| 1.             | "Fio de Cabelo" (part. João Carlos Martins)                                                         | Darci Rossi / Marciano                                                     | 3:09    |  |
| 2.             | "No Rancho Fundo" (part. Maria Gadú)                                                                | Ary Barroso / Lamartine Babo                                               | 4:28    |  |
| 3.             | "Serenata (Ständchen)"                                                                              | Franz Schubert (versão: Edgard Poças)                                      | 3:58    |  |
| 4.             | "Nuvem de Lágrimas" (part. Fafá de Belém)                                                           | Paulo Debétio / Paulinho Rezende                                           | 4:47    |  |
| 5.             | "Separação"                                                                                         | José Augusto / Paulo Sérgio Valle                                          | 3:54    |  |
| 6.             | "Fogão de Lenha" (part. Fábio Junior)                                                               | Maurício Duboc / Carlos Colla / Xororó                                     | 3:59    |  |
| 7.             | "Lágrimas (Crying)"                                                                                 | R. Orbison / J. Melson (versão: Darci Rossi)                               | 3:46    |  |
| 8.             | "Vez Em Quando Vem Me Ver" (part. Alexandre Pires)                                                  | Carlos Randall / Danimar                                                   | 3:56    |  |
| 9.             | "Malagueña Salerosa"                                                                                | Elpídio Ramirez / Pedro Galindo                                            | 4:12    |  |
| 10.            | "Se Deus Me Ouvisse" (part. Sandy e Junior Lima)                                                    | Almir Rogério                                                              | 3:49    |  |
| 11.            | "Sorri (Smile)" (part. Djavan)                                                                      | Charles Chaplin / Geoffrey Patterson / John Turner (versão: João de Barro) | 4:11    |  |
| 12.            | "Inseparáveis"                                                                                      | Michael Sullivan / Dalmo Beloti                                            | 4:14    |  |
| 13.            | "Majestade, O Sabiá" (part. Jair Rodrigues)                                                         | Roberta Miranda                                                            | 4:59    |  |
| 14.            | "Céu de Santo Amaro (Largo Concerto Nº 5 Em Fá Menor)" (part. João Carlos Martins e Caetano Veloso) | Johann Sebastian Bach / Adpt. Flávio Venturini                             | 4:30    |  |
| 15.            | "Evidências"                                                                                        | José Augusto / Paulo Sérgio Valle                                          | 5:42    |  |
| 16.            | "Ave Maria" (part. João Carlos Martins)                                                             | Charles Gounod                                                             | 3:46    |  |
| Duração total: | Duração total:                                                                                      | Duração total:                                                             | 1:25:27 |  |

| DVD            | | |         |  |
| N.º            | Título                                                                                              | Compositor(es) | Duração |  |
| 1.             | "Fio de Cabelo" (part. João Carlos Martins)                                                         | Darci Rossi / Marciano                                                                                              | 3:09    |  |
| 2.             | "Vez Em Quando Vem Me Ver" (part. Alexandre Pires)                                                  | Carlos Randall / Danimar                                                                                            | 3:56    |  |
| 3.             | "Saudade de Minha Terra"                                                                            | Goiá / Belmonte | 3:10    |  |
| 4.             | "Lágrimas (Crying)"                                                                                 | R. Orbison / J. Melson (versão: Darci Rossi)                                                                        | 3:46    |  |
| 5.             | "Se Deus Me Ouvisse" (part. Sandy e Junior Lima)                                                    | Almir Rogério | 3:49    |  |
| 6.             | "A Minha Vida (My Way) (Comme D'habitude)"                                                          | Claude François / Jacques Revaux / Gilles Thibault (versão: Paul Anka) (versão: Eduardo Lages / Paulo Sérgio Valle) | 4:17    |  |
| 7.             | "Fogão de Lenha" (part. Fábio Junior)                                                               | Maurício Duboc / Carlos Colla / Xororó                                                                              | 3:59    |  |
| 8.             | "Sorri (Smile)" (part. Djavan)                                                                      | Charles Chaplin / Geoffrey Patterson / John Turner (versão: João de Barro)                                          | 4:11    |  |
| 9.             | "Majestade, O Sabiá" (part. Jair Rodrigues)                                                         | Roberta Miranda | 4:59    |  |
| 10.            | "Nuvem de Lágrimas" (part. Fafá de Belém)                                                           | Paulo Debétio / Paulinho Rezende                                                                                    | 4:47    |  |
| 11.            | "Separação"                                                                                         | José Augusto / Paulo Sérgio Valle                                                                                   | 3:54    |  |
| 12.            | "Inseparáveis"                                                                                      | Michael Sullivan / Dalmo Beloti                                                                                     | 4:14    |  |
| 13.            | "Serenata (Ständchen)"                                                                              | Franz Schubert (versão: Edgard Poças)                                                                               | 3:58    |  |
| 14.            | "Tenho Ciúme de Tudo"                                                                               | Waldir Machado | 3:20    |  |
| 15.            | "Evidências"                                                                                        | José Augusto / Paulo Sérgio Valle                                                                                   | 5:42    |  |
| 16.            | "Ave Maria" (part. João Carlos Martins)                                                             | Charles Gounod | 3:46    |  |
| 17.            | "Céu de Santo Amaro (Largo Concerto Nº 5 Em Fá Menor)" (part. João Carlos Martins e Caetano Veloso) | Johann Sebastian Bach / Adpt. Flávio Venturini                                                                      | 4:30    |  |
| 18.            | "Malagueña Salerosa"                                                                                | Elpídio Ramirez / Pedro Galindo                                                                                     | 4:12    |  |
| 19.            | "No Rancho Fundo" (part. Maria Gadú)                                                                | Ary Barroso / Lamartine Babo                                                                                        | 4:28    |  |
| 20.            | "Luar do Sertão" (part. Todos)                                                                      | João Pernambuco / Catulo da Paixão Cearense                                                                         | 3:45    |  |
| Duração total: | Duração total:                                                                                      | Duração total: | 2:14:23 |  |